# Goljiks grotta

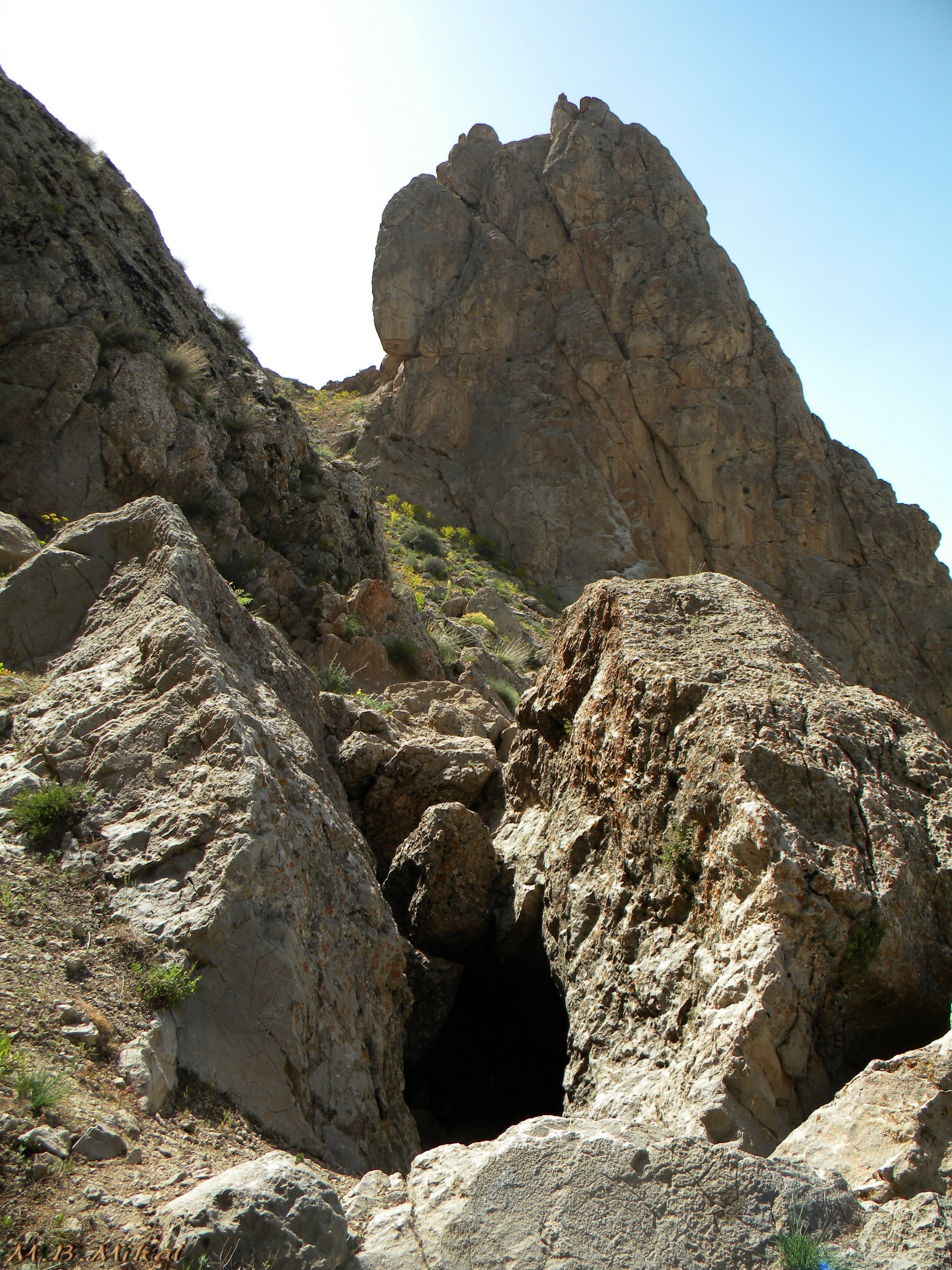
Ingången till Goljiks grotta.

Goljiks grotta (persiska: غار گلجیک) ligger 4,5 mil från staden Zanjan i Iran. Denna stora grotta har på ett naturligt sätt bildats av erosion av kalksten. Man har hittat spår av liv från urtidsmänniskor i grottan som dateras till 16 000–30 000 år f.Kr.